# フィトステロイド

ジギタリスに見られるフィトステロイドで、強心配糖体として知られるジギトキシン。

フィトステロイド（Phytosteroid）または植物ステロイド（しょくぶつステロイド）は、植物から発見された天然に存在する、ステロイドに分類される化合物群である。例としては、ジゴキシン、ジギトキシン、ジオスゲニン、ググルステロンのほか、 β-シトステロールなどのフィトステロールやイソフラボンなどのフィトエストロゲンがある。

## 生合成
イソプレノイドに分類される化合物の1群として、フィトステロイドも挙げられる。したがって、その出発物質は、イソペンテニルピロリン酸である。まず、イソペンテニルピロリン酸とジメチルアリルピロリン酸とが縮合して、ゲラニルピロリン酸が合成される。このゲラニルピロリン酸に、さらに新たにイソペンテニルピロリン酸が縮合して、ファルネシルピロリン酸が合成される。こうして合成されたファルネシルピロリン酸と、もう1分子のファルネシルピロリン酸が縮合して、スクアレンが合成される。このスクアレンが、植物におけるステロイドの合成の出発物質として利用される。